# تپه گورستان اردومالگه
تپه قبرستان اردومالگه مربوط به عصر آهن دو است و در شهرستان خرم‌آباد، بخش دوره چگنی، دهستان تشکن، ۱۰۰ متری جنوب غربی روستای چم داود واقع شده و این اثر در تاریخ ۲۲ اسفند ۱۳۸۵ با شمارهٔ ثبت ۱۸۱۹۴ به‌عنوان یکی از آثار ملی ایران به ثبت رسیده است.